# Golgos
Golgos (gr. Γόλγος) – w mitologii greckiej syn Adonisa i bogini miłości i piękna Afrodty. Miał siostrę Beroe. Golgos był założycielem cypryjskiego miasta Golgoj. 

## W kulturze
- Nonnos z Panopolis, Dionysiaca xli 155
- Schol. ad Theocrit. xv. 100